# 伊拉克庫爾德斯坦—敘利亞關係
伊拉克庫爾德斯坦與敘利亞關係是指伊拉克庫爾德斯坦地區與敘利亞阿拉伯共和國之間的雙邊關係。庫爾德斯坦地區和敘利亞兩地相鄰，自敘利亞內戰以來，庫爾德斯坦地區僅與被敘利亞民主聯盟黨控制的西庫爾德斯坦接壤。2017年7月下旬，有244,605名敘利亞難民居住在庫爾德斯坦地區，在2018年1月升至247,347人，同年8月達至249,123人。

## 歷史
在前敘利亞總統哈菲茲·阿薩德和前伊拉克總統薩達姆·侯賽因當政時期，兩國關係處於緊張狀態，而阿薩德支持與伊拉克部隊作戰的位於伊拉克北部的庫爾德反政府武裝。 1975年，後來成為伊拉克歷史上第一名庫爾德人總統的賈拉勒·塔拉巴尼在敘利亞首都大馬士革成立庫爾德斯坦愛國聯盟。1979年，敘利亞政府與庫爾德斯坦民主黨建立正式關係，後來成為伊拉克庫爾德斯坦總統的馬蘇德·巴爾扎尼的兄弟伊德里斯·巴爾扎尼到大馬士革進行訪問。當時大馬士革政府希望將伊拉克各個派別的庫爾德人聯合起來以對抗伊拉克政府。
當敘利亞內戰的戰事在2012年蔓延至敘利亞北部的庫爾德地區時，庫爾德斯坦總統馬蘇德·巴爾扎尼在庫爾德斯坦首府埃爾比勒聚集敘利亞各個庫爾德派系，將他們聯合起來反抗敘利亞的巴沙爾·阿薩德政權。許多有庫爾德血統的敘利亞士兵在敘利亞內戰的早期逃往庫爾德斯坦地區，組成由庫爾德斯坦資助的「敢死隊」。庫爾德外交部長法拉赫·穆斯塔法·巴基爾表示：「我們希望在大馬士革看到一個民主和代議制的政府，反對派必須承認和考慮少數群體的權利和未來。」
2015年，敘利亞國會議員謝里夫·沙哈達到埃爾比勒進行訪問，他提到巴爾扎尼在2011年拒絕訪問大馬士革，在回應2017年伊拉克库尔德斯坦独立公投時，敘方表示敘利亞不支持公投，因為該公投是一項而沒有得到巴格達政府同意的單方面決定，又贊同任何單方面行動都應該被拒絕，表示敘利亞不能接受伊拉克的分裂，以及是否獨立需要根據伊拉克憲法的法律規定。
2017年8月，敘利亞旅遊部長訪問埃爾比勒，以加強雙方旅遊事業的聯繫。